# Punta Peligro

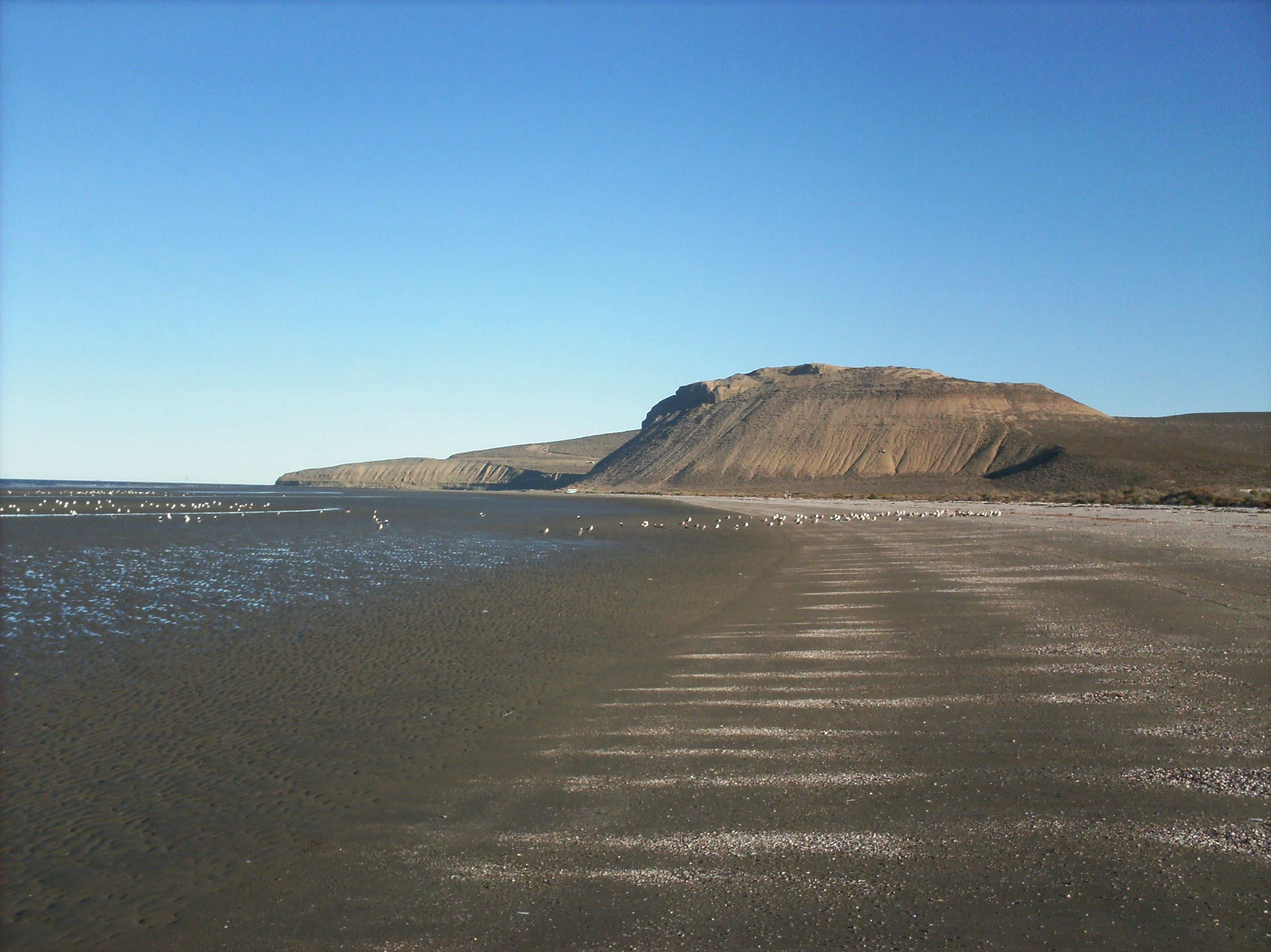
Punta Peligro

Punta Peligro is een geologische formatie in Argentinië die afzettingen uit het Paleoceen omvat. Het is de type-locatie van het Peligran (62,5 – 59,0 miljoen jaar geleden), het tweede tijdvak binnen de South American Land Mammal Ages. Punta Peligro is samen met het Boliviaanse Santa Lucía-formatie en het Braziliaanse Itaboraí-bekken de belangrijkste vindplaats van fossielen van zoogdieren uit het Paleoceen in Zuid-Amerika.
Punta Peligro werd afgezet rond een estuarium en in de omliggende subtropische bossen waren coniferen de dominante bomen met verder onder meer palmen. 

## Locatie
Punta Peligro ligt in de provincie Chubut in Patagonië.

## Fauna
Bij de overgang van het Mesozoïcum naar het Cenozoïcum werden in Zuid-Amerika veel basale zoogdiergroepen vervangen door zoogdieren behorend tot de Theria. Dat in de schaduw van de theriën ook verschillende oudere groepen van de zuidelijke continenten overleefden, toont de fauna van Punta Peligro. Naast opossums en litopternen (Didolodontidae, Notopternidae), een groep van Zuid-Amerikaanse hoefdieren, zijn fossielen van vogelbekdieren (Monotrematum), Dryolestida (Peligrotherium) en gondwanatheriën (Sudamerica) bekend uit Punta Peligro. 